# صحراء تنغر

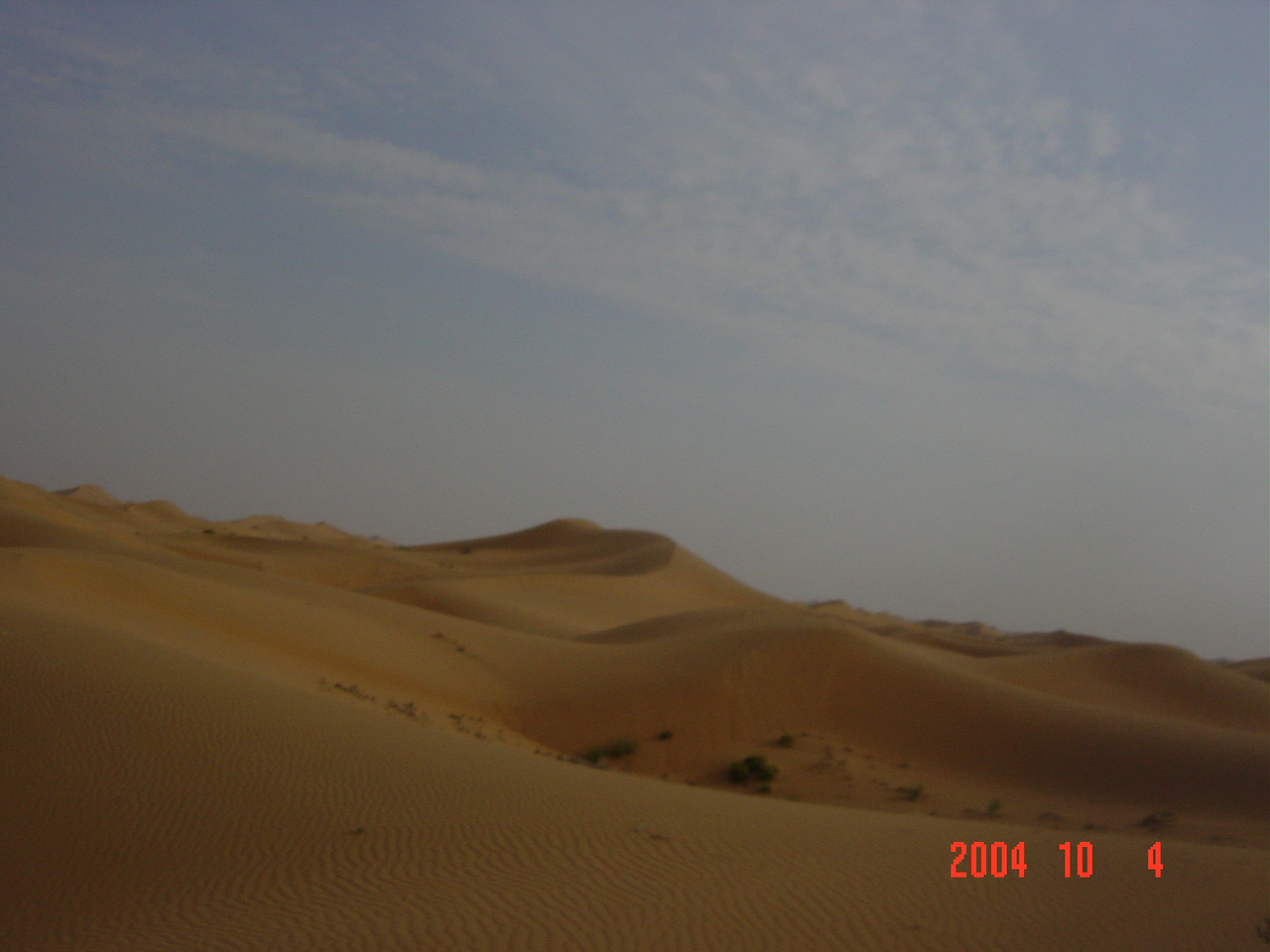
صورة لجزء من صحراء تنغر

صحراء تنغر (بالإنجليزية:Tengger Desert) هي صحراء داخلية تغطي حوالي 10310700 كلم2، ومعظمها في منطقة منغوليا الداخلية ذاتية الحكم في الصين.

## معرض صور

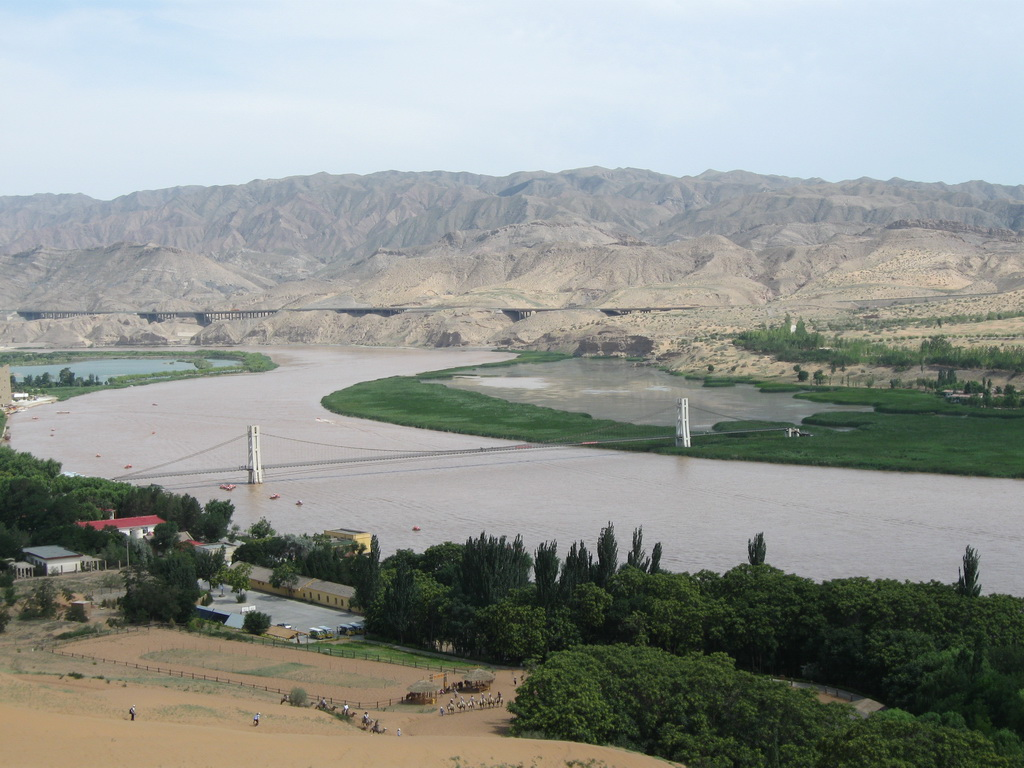
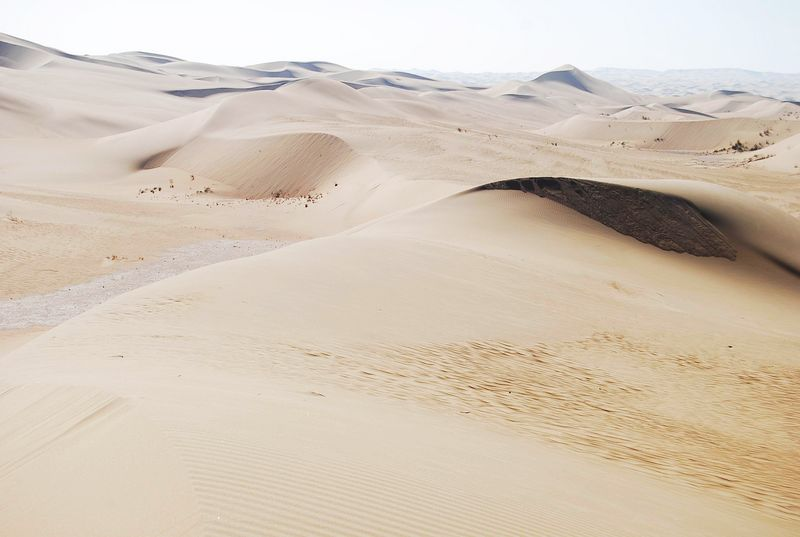
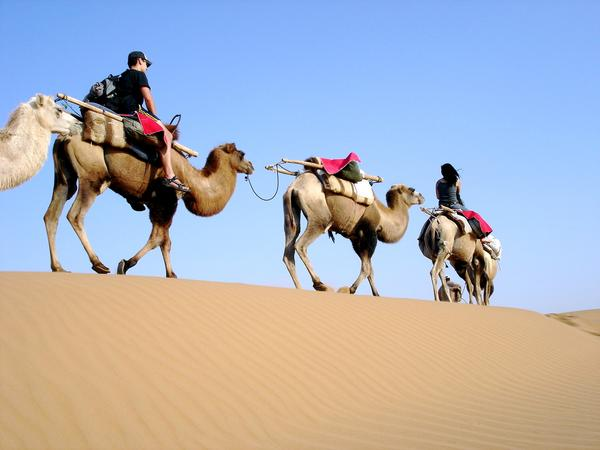
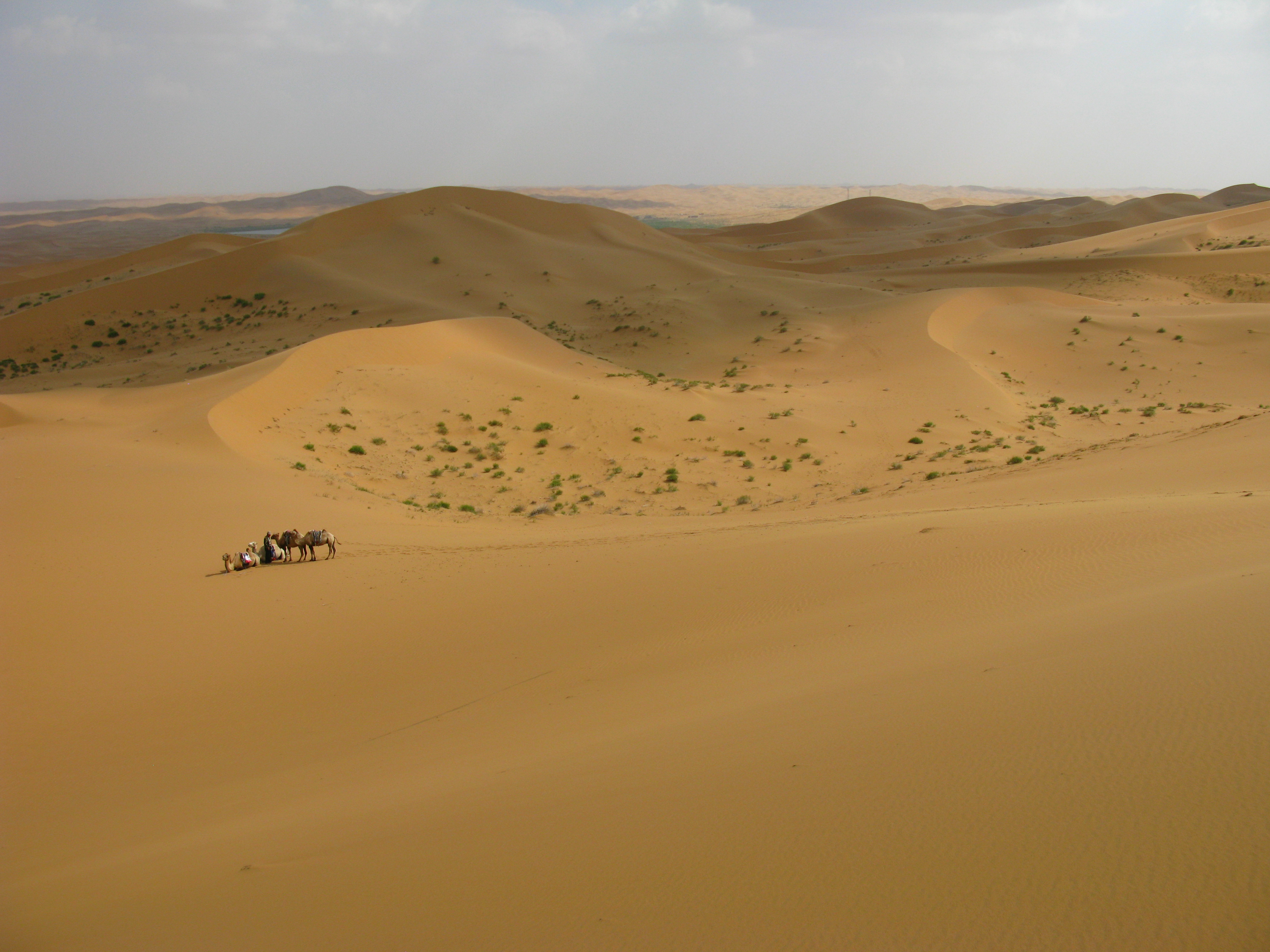

## وصلات خارجية
- صور التقطت من قبل ناسا لصحراء تنغر[وصلة مكسورة]